# Martin Terrier
Martin Albert Frédéric Terrier (Armentières, 4 marzo 1997) è un calciatore francese, attaccante del Bayer Leverkusen.

## Carriera

### Club
Cresciuto calcisticamente nelle giovanili del Lilla, il 22 ottobre 2016 fa il suo esordio in Ligue 1 contro il Bastia entrando a pochi minuti dal termine del match.
Il 29 aprile 2017 segna la prima rete in campionato contro il Montpellier ma non la prima da professionista avendo già segnato il 7 gennaio 2017 in Coupe de France nel 1º turno giocato contro l'Excelsior. Il 18 agosto 2017 passa in prestito annuale allo Strasburgo, società neopromossa in Ligue 1. Segna la sua prima rete con gli alsaziani il 30 settembre seguente segnando al 90+2º la rete del definitivo pareggio 1-1 contro il Digione.
Il 26 gennaio 2018 viene acquistato dal Lione, prelevandolo dalla società proprietaria del cartellino ovvero il Lilla per 11 milioni più 4 di bonus, totale (15) milioni di euro. Dove però tuttavia viene lasciato in prestito terminando così la stagione allo Strasburgo.

### Nazionale
Viene inserito tra i 23 giocatori selezionati dal CT Ludovic Batelli in occasione dei Mondiali di categoria in Corea del Sud. Il 22 maggio 2017, esordisce nella rassegna iridata e segna la terza rete nel match contro il l'Honduras, partita valida per la fase a gironi e vinta dai Blues per 3-0. Il 25 maggio subentra a partita in corso nel match contro il Vietnam, partita terminata 4-0 e che qualifica i francesi agli ottavi di finale.
Il 5 settembre dello stesso anno, fa il suo esordio con la nazionale Under-21 francese, entrando al 57º al posto di Amine Harit, siglando una tripletta in soli 16 minuti di gioco, nella partita valida per la qualificazione al Campionato europeo di calcio Under-21 2019 vinta per 4-1 in casa dalla Francia, contro i pari età del Kazakistan.

## Statistiche

### Presenze e reti nei club
Statistiche aggiornate al 18 gennaio 2025
| Stagione               | Squadra                | Campionato             | Campionato | Campionato | Coppe nazionali | Coppe nazionali | Coppe nazionali | Coppe continentali | Coppe continentali | Coppe continentali | Altre coppe | Altre coppe | Altre coppe | Totale | Totale |
| Stagione               | Squadra                | Comp                   | Pres       | Reti       | Comp            | Pres            | Reti            | Comp               | Pres               | Reti               | Comp        | Pres        | Reti        | Pres   | Reti   |
| ---------------------- | ---------------------- | ---------------------- | ---------- | ---------- | --------------- | --------------- | --------------- | ------------------ | ------------------ | ------------------ | ----------- | ----------- | ----------- | ------ | ------ |
| 2015-2016              | Lilla II               | CN                     | 17         | 2          | CF+CdL          | 0+0             | 0               | -                  | -                  | -                  | -           | -           | -           | 17     | 2      |
| 2016-2017              | Lilla II               | CN                     | 12         | 4          | CF+CdL          | 0+0             | 0               | -                  | -                  | -                  | -           | -           | -           | 12     | 4      |
| Totale Lilla 2         | Totale Lilla 2         | Totale Lilla 2         | 29         | 6          |                 |                 |                 |                    |                    |                    |             |             |             | 29     | 6      |
| 2016-2017              | Lilla                  | L1                     | 11         | 1          | CF+CdL          | 3+1             | 1+0             | -                  | -                  | -                  | -           | -           | -           | 15     | 2      |
| 2017-2018              | Strasburgo             | L1                     | 25         | 3          | CF+CdL          | 3+1             | 1+0             | -                  | -                  | -                  | -           | -           | -           | 29     | 4      |
| 2018-2019              | Olympique Lione        | L1                     | 32         | 9          | CF+CdL          | 5+2             | 1+1             | UCL                | 3                  | 0                  | -           | -           | -           | 42     | 11     |
| 2019-2020              | Olympique Lione        | L1                     | 23         | 1          | CF+CdL          | 4+3             | 3+1             | UCL                | 5                  | 1                  | -           | -           | -           | 35     | 6      |
| Totale Olympique Lione | Totale Olympique Lione | Totale Olympique Lione | 55         | 10         |                 | 14              | 6               |                    | 8                  | 1                  |             | -           | -           | 77     | 17     |
| 2020-2021              | Rennes                 | L1                     | 34         | 9          | CF              | 1               | 0               | UCL                | 3                  | 0                  | -           | -           | -           | 38     | 9      |
| 2021-2022              | Rennes                 | L1                     | 37         | 21         | CF              | 1               | 0               | UECL               | 6+2                | 0                  | -           | -           | -           | 46     | 21     |
| 2022-2023              | Rennes                 | L1                     | 16         | 9          | CF              | 0               | 0               | UEL                | 6                  | 3                  | -           | -           | -           | 22     | 12     |
| 2023-2024              | Rennes                 | L1                     | 23         | 7          | CF              | 3               | 1               | UEL                | 7                  | 1                  | -           | -           | -           | 33     | 9      |
| Totale Stade Rennais   | Totale Stade Rennais   | Totale Stade Rennais   | 110        | 46         |                 | 5               | 1               |                    | 24                 | 4                  |             | -           | -           | 139    | 51     |
| 2024-2025              | Bayer Leverkusen       | BL                     | 15         | 2          | CG              | 0               | 0               | UCL                | 4                  | 0                  | SG          | 1           | 0           | 19     | 2      |
| Totale carriera        | Totale carriera        | Totale carriera        | 245        | 68         |                 | 28              | 9               |                    | 36                 | 5                  |             | 1           | 0           | 309    | 82     |

## Palmarès

### Club

#### Competizioni nazionali
- Supercoppa di Germania: 1

Bayer Leverkusen: 2024